# Deutsche Fechtmeisterschaften 2023
Bei den Deutschen Fechtmeisterschaften 2023 wurden die Einzel- und Mannschaftsmeisterschaften des Fechtsports nach Waffengattungen getrennt in drei Wettbewerben ausgetragen. Die Meisterschaften wurden vom Deutschen Fechter-Bund organisiert.

## Florett
Die Wettbewerbe fanden am 15. und 16. April 2023 in Esslingen statt.

### Damen (Einzel)
| Platz | Sportler         | Verein                |
| ----- | ---------------- | --------------------- |
| 1     | Anne Sauer       | DFC Düsseldorf        |
| 2     | Leonie Ebert     | FC Tauberbischofsheim |
| 3     | Anne Kirsch      | FC Tauberbischofsheim |
| 3     | Pia Ueltgesforth | FC Tauberbischofsheim |

Weitere Platzierungen: 5. Aliya Dhuique-Hein (FC Tauberbischofsheim), 6. Kim Kirschen (SC Berlin), 7. Carlotta Morandi (PSV Stuttgart), 8. Anna Sophie Kothieringer  (KTF Luitpold München)

### Damen (Mannschaft)
| Platz | Verein                | Sportler                                                        |
| ----- | --------------------- | --------------------------------------------------------------- |
| 1     | FC Tauberbischofsheim | Leandra Behr Aliya Dhuique-Hein Leonie Ebert Anne Kirsch        |
| 2     | TSG Weinheim          | Marie Höfler Celia Hohenadel Luca Sarah Holland-Cunz Maja Kraft |
| 3     | PSV Stuttgart         | Anna Baars Zsofia Posgay Aline Rustler Greta Vogel              |

Weitere Platzierungen: 4. SC Berlin (Julia Berger, Leonie Hartmann, Kim Kirschen, Veranika Seiffert)

### Herren (Einzel)
| Platz | Sportler            | Verein                |
| ----- | ------------------- | --------------------- |
| 1     | Alexander Kahl      | TG Hanau              |
| 2     | Ciaran Veitenheimer | TSG Weinheim          |
| 3     | Magnus Hamlescher   | FC Moers              |
| 3     | Laurenz Rieger      | FC Tauberbischofsheim |

Weitere Platzierungen: 5. Felix Klein (FC Tauberbischofsheim), 6. Marius Braun  (KTF Luitpold München), 7. Niklas Diestelkamp  (KTF Luitpold München), 8. Nils Fabinger  (FC Moers)

### Herren (Mannschaft)
| Platz | Verein                | Sportler                                                                            |
| ----- | --------------------- | ----------------------------------------------------------------------------------- |
| 1     | FC Tauberbischofsheim | Paul Luca Faul Luis Klein Felix Klein Ruben Lindner                                 |
| 2     | KTF Luitpold München  | Marius Braun Noah Braun Niklas Diestelkamp Max Klostermann                          |
| 3     | TSG Weinheim          | Sebastiano Gröteke Philipp Sembach Moritz Renner Laurenz Rieger Ciaran Veitenheimer |

Weitere Platzierungen: 4. FC Moers (Nils Alexander Fabinger, Magnus Hamlescher, Nick-Malte Lenschow, David Liebscher)

## Degen
Die Wettbewerbe fanden am 22. und 23. April 2023 in Leverkusen statt.

### Damen (Einzel)
| Platz | Sportler         | Verein                  |
| ----- | ---------------- | ----------------------- |
| 1     | Alexandra Ndolo  | TSV Bayer 04 Leverkusen |
| 2     | Anna Jonas       | Heidenheimer SB         |
| 3     | Ricarda Multerer | TSV Bayer 04 Leverkusen |
| 3     | Gala Hess Sancho | TSV Bayer 04 Leverkusen |

Weitere Platzierungen: 5. Alexandra Ehler (TSV Bayer 04 Leverkusen), 6. Alexandra Zittel (Heidenheimer SB), 7. Paria Mahrokh (SSF Bonn), 8.  Lina Zerrweck  (FC Tauberbischofsheim)

### Damen (Mannschaft)
| Platz | Verein                       | Sportler                                                                  |
| ----- | ---------------------------- | ------------------------------------------------------------------------- |
| 1     | Heidenheimer SB              | Viktoria Hilbrig Anna Jonas Pauline Loh Alexandra Zittel                  |
| 2     | TSV Bayer 04 Leverkusen      | Alexandra Ehler Lara Goldmann Gala Hess Sancho Katalin Wetzker            |
| 3     | Heidelberger FC/TSG Rohrbach | Carolin Breitwieser Fleur Klingelberger Laura Schmidt-Thomée Eva Steffens |

Weitere Platzierungen: 4. Eintracht Frankfurt (Anna Brauckmann, Joanna Hesdahl, Eva Jonas, Matilda Kunisch)

### Herren (Einzel)
| Platz | Sportler        | Verein                  |
| ----- | --------------- | ----------------------- |
| 1     | Richard Schmidt | FC Tauberbischofsheim   |
| 2     | Fabian Herzberg | TSV Bayer 04 Leverkusen |
| 3     | Lukas Bellmann  | TSV Bayer 04 Leverkusen |
| 3     | André Hoch      | FC Tauberbischofsheim   |

Weitere Platzierungen: 5. Tobias Weckerle (TSV Bayer 04 Leverkusen), 6. Nikolaus Bodoczi (Fechtclub Offenbach), 7. David Dergay  (Fechtclub Offenbach), 8. Ian-Etienne Kolditz (TSV Bayer 04 Leverkusen)

### Herren (Mannschaft)
| Platz | Verein                        | Sportler                                                     |
| ----- | ----------------------------- | ------------------------------------------------------------ |
| 1     | Fecht-Club Tauberbischofsheim | André Hoch Lukas Kleiner Richard Schmidt Samuel Unterhauser  |
| 2     | TSV Bayer 04 Leverkusen       | Lukas Bellmann Louis Bongart Fabian Herzberg Tobias Weckerle |
| 3     | Heidelberger FC/TSG Rohrbach  | Max Heise Julian Kulozik Florian Maunz Robert Schmier        |

Weitere Platzierungen: 4.  Fechtclub Offenbach (Nikolaus Bodoczi, David Dergay, Maximilian Meszaros, Roman Samoilov)

## Säbel
Die Wettbewerbe fanden am 3. Juni und 4. Juni 2023 in Künzelsau statt.

### Damen (Einzel)
| Platz | Sportler        | Verein             |
| ----- | --------------- | ------------------ |
| 1     | Julika Funke    | FC Würth Künzelsau |
| 2     | Léa Krüger      | TSV Bayer Dormagen |
| 3     | Elisabeth Gette | FC Würth Künzelsau |
| 3     | Felice Herbon   | TSV Bayer Dormagen |

Weitere Platzierungen: 5. Anna-Lena Bürkert (FC Würth Künzelsau), 6. Lena Stemper  (FC Würth Künzelsau), 7. Marisa Victoria Kurzawa (TSV Bayer Dormagen), 8. Emily Kurth  (TSV Bayer Dormagen)

### Damen (Mannschaft)
| Platz | Verein             | Sportler                                                         |
| ----- | ------------------ | ---------------------------------------------------------------- |
| 1     | FC Würth Künzelsau | Anna-Lena Bürkert Julika Funke Elisabeth Gette Lena Stemper      |
| 2     | TSV Bayer Dormagen | Felice Herbon Léa Krüger Emily Kurth Marisa Victoria Kurzawa     |
| 3     | Mainzer TV         | Gunilla Graudins Victoria Graudins Nicole Thome Abigail Tropmann |

Weitere Platzierungen: 4. Eintracht Dortmund (Jana Breer, Anja Kraus, Livia Küpper)

### Herren (Einzel)
| Platz | Sportler              | Verein             |
| ----- | --------------------- | ------------------ |
| 1     | Frederic Kindler      | TSG Eislingen      |
| 2     | Philipp-Bernd Methner | TSV Bayer Dormagen |
| 3     | Max Laurin Müller     | TSV Bayer Dormagen |
| 3     | Lorenz Kempf          | TSV Bayer Dormagen |

Weitere Platzierungen: 5. Luis Bonah (TSV Bayer Dormagen), 6. Benno Schneider (TSV Bayer Dormagen), 7. Eric Simon Seefeld (TSV Bayer Dormagen), 8. Leon Schlaffer (TSV Bayer Dormagen)

### Herren (Mannschaft)
| Platz | Verein             | Sportler                                                     |
| ----- | ------------------ | ------------------------------------------------------------ |
| 1     | TSV Bayer Dormagen | Luis Bonah Leon Schlaffer Benno Schneider Eric Simon Seefeld |
| 2     | CTG Koblenz        | David Goliasch Felix Kalter Leopold Mogg Maximilian Mogg     |
| 3     | TSG Eislingen      | Adrian Degen Frederic Kindler Simon Rapp Ralph Rommelspacher |

Weitere Platzierungen: 4. OFC Bonn (Arne Josef Effelsberg, Jan Ole Hülshörster, Andrey Kobyakov, Robert Piecha)